# Влодзімеж Кригєр
Влодзімеж Кароль Кригєр (нар. 29 січня 1900, Катеринослав, Катеринославська губернія, Російська імперія — пом. 17 вересня 1975, Лондон, Велика Британія) — польський футболіст та хокеїст.

## Клубна кар'єра
Футбольну кар'єру розпочав ще в Катеринославі виступаючи ще в шкільних футбольних командах. В 1916 році виступав у місцевій команді «Сітіус», в 1917 року — в «Стадіоні». В 1919 році переїхав до Польщі, де з 1920 по 1923 рік виступав за АЗС Варшава, а потім протягом шести років захищав кольори іншого варшавського клубу, «Полонія». У складі хокейної команди АЗС Варшава став переможцем польського чемпіонату.

## Кар'єра в збірній
В 1928 році зіграв 1 матч у складі футбольної збірної Польщі. У складі хокейної збірної Польщі Крайґер брав участь в Зимових Олімпійських іграх 1928 року в Санкт-Моріці та 1932 року в Лейк-Плесіді. На Чемпіонаті Європи з хокею 1929 року у складі польської збірної став срібним призером турніру. Крім того, у складі польської збірної на чемпіонаті світу в 1931 році він срібну медаль чемпіонату Європи, коли чемпіонат Європи був частиною чемпіонату світу. Загалом у складі збірної зіграв 35 матчів, в яких 4 рази відзначився закинутою шайбою.

## Особисте життя
Після переїзду в Польщу (1919 рік) боровся проти більшовиків на білорусько-литовському фронті. Випускник юридичного факультету Варшавського університету (1926). У 30-их роках займався юридичною практикою. Автор першої публікації польською мовою про хокей з шайбою на льоду (1936 рік). 6 вересня 1939 року, як і більшість жителів, покинув Варшаву і пішки вирушив на схід, до міста Львова. Звідти через зелений коридор на польсько-румунському кордону вирушив до Коеткідана, у Франції, де приєднався до організованої Війська Польського. Після падіння Франції був евакуйований до Англії, служив солдатом у арміях західних країн, а потім офіцером зв'язку в репатріаційному таборі в «Нідерлянштайн», поблизу Кобленца (1945—1946), де він заснував футбольну команду під назвою «Полонія». В 1946 році одружився з Геленою Сенкевич у місті Берсенбрюк, в Німеччині. Після війни він проживав у Лондоні, Велика Британія. Він працював в видавничій фірмі Faber & Faber. Похований на кладовищі Powązki, у Варшаві, в сімейному склепі.

## Досягнення
- Чемпіонат Польщі з хокею із шайбою
  -  Чемпіон (2): 1929, 1930
- Чемпіонат Європи з хокею із шайбою
  -  Срібний призер (2): 1929, 1931